# Вебер, Дмитрий Витальевич
Дми́трий Вита́льевич Ве́бер (10 февраля 1999, Ростов-на-Дону, Россия) — российский футболист, полузащитник. По состоянию на апрель 2025 года тренер «академии футбола имени Виктора Понедельника» в Ростове-на-Дону.

## Клубная карьера
Воспитанник команды «Максима-Аксай», где тренировался под руководством Сергея Андреева. Позже перешёл в ростовскую команду СКА, провёл за неё две встречи. 22 августа 2015 года дебютировал в первенстве ПФЛ в игре против «Дружбы». В заявке «Ростова» на РФПЛ — с февраля 2016 года. Летом 2016 года отправился с главной командой на сборы в Австрию. 9 сентября 2016 года дебютировал в премьер-лиге в поединке против «Крыльев Советов», выйдя на замену на 81-й минуте вместо Андрея Препелицэ.